# Carl Heinrich Biber
Carl Heinrich Biber (4. září 1681 Salcburk – 19. listopadu 1749 Salcburk) byl česko-rakouský houslista a skladatel pozdního baroka.

## Život
Carl byl šestým synem českého barokního skladatele Heinricha Bibera. Hudební vzdělání získal u svého otce. V roce 1704 vykonal studijní cestu do Benátek a Říma, nejvýznamnějších hudebních center té doby. Po návratu působil jako houslista a komorník a v roce 1714 se stal zástupcem kapelníka na dvoře salcburského arcibiskupa. V roce 1743, po smrti Matthiase Zikmunda Biechtelera, prvního dvorního kapelníka, se stal jeho nástupcem a tím i nadřízeným Leopolda Mozarta, který byl v té době v orchestru čtvrtým houslistou.

## Dílo
Carl Heinrich Biber je příslušníkem generace skladatelů, reprezentujících stylistický přechod mezi starými ideály pozdně barokní doby a přicházející rokokové generace. Převážně je autorem chrámové hudby. V archivu salcburské katedrály se dochovalo na 20 mší, 17 litanií a nešpor, 14 offertorií, 3 Magnificat, 3 Te Deum, 8 Regina Coeli, 3 Miserere a mnoho dalších drobnějších liturgických děl. Ve svém skladatelském díle však významu svého otce nedosáhl.
Jediným známým instrumentálním dílem je 31 chrámových sonát. Většinou jde o smyčcové sonáty s doprovodem varhan. Jen zřídka jsou sonáty psány pro dřevěné nebo dechové nástroje.